# Тяньцзіньський віадук
Тяньцзіньський віадук - другий завдовжки міст у світі (на 2015 рік). Зведено як складова Пекін-Шанхайської високошвидкісної залізниці. Будівництво розпочалося у 2008 році і було завершено у 2010 році , його довжина склала 113 700 метрів, відкриття моста відбулося у червні 2011 рокуПочинається трохи на південний схід від Пекінського південного залізничного вокзалу, далі перетинає два райони (Аньци і Гуан'ян) міського округу Ланфан і закінчується на півночі центральної частини міста Тяньцзінь..